# Файнс, Томас, 9-й барон Дакр
Томас Файнс, 9-й барон Дакр (англ. Thomas Fiennes, 9th Baron Dacre; 1516 — 29 июня 1541, Тайберн) — английский дворянин, 9-й барон Дакр (с 1534 года).

## Биография
Томас Файнс был сыном сэра Томаса Файнса и его супруги Джоан Саттон, его отец скончался в 1528 году, когда ему было 12 лет. 
В 1534 году после смерти деда Томаса Файнса, 8-го барона Дакра Томас унаследовал его титул барона Дакра.
В мае 1536 года Томас был членом суда присяжных, приговорившем к смерти Анну Болейн, супругу короля Генриха VIII.
В мае 1537 года Томас Файнс входил в судебное жюри, приговорившим к смертной казни участников «Благодатного паломничества». 15 октября 1537 года присутствовал на крещении принца Эдуарда, а 12 ноября того же года на похоронах его матери Джейн Сеймур нёс балдахин над её телом.
В 1538 году был членом суда, приговорившим к смертной казни дворян, обвинённых в причастности к заговору Эксетера.
В декабре 1539 года Томас Файнс был одним из членов делегации, встречавшую Анну Клевскую, четвёртую супругу короля Генриха VIII.
30 апреля 1541 года Томас Файнс с группой товарищей отправился на охоту в парк, принадлежащий Николасу Пелхэму, где его отряд вступил в стычку со слугами Пелхэма, в результате которой один из людей Пелхэма получил тяжёлые раны, от которых скончался через два дня. 31 мая 1541 года состоялось судебное заседание, но жюри попросили отсрочить исполнение приговора. 11 июня состоялось новое судебное заседание, на котором барону Дакру и его людям было предъявлено обвинение в убийстве. Несмотря на то что он настаивал на своей невиновности, но затем признал свою вину и ему был вынесен смертный приговор.
29 июня 1541 года Томас Файнс был казнён в Тайберне через повешение вместе с мужем своей сестры Джоном Мантеллом; четверо его людей были оправданы. После его казни его титул и владения были присоединены к короне, но титул был восстановлен в 1558 году королевой Елизаветой I для его сына Грегори.

## Семья
Был женат на Мэри Невилл, дочери Джорджа Невилла, 3-го барона Абергавенни. У супругов в браке было трое детей:
- Томас Файнс (1538—1553), умер от чумы;
- Грегори Файнс (25 июня 1539— 29 сентября 1594), 10-й Барон Дакр (1558—1594);
- Маргарет Файнс (1541— 16 марта 1612), вышла замуж за Сэмпсона Леннарда (ум. 1615), у супругов было 11 детей. После смерти брата стала 11-й Баронессой Дакр (1594—1612).